# 3e régiment de lanciers (Belgique)
Le 3e régiment de lanciers (néerlandais : 3de Lansiers) était un régiment de cavalerie de l'armée belge. Il devient le 3e régiment de lanciers-parachutistes en 1994. Le 12 septembre 2003 le 1er lanciers reprend les traditions du 3 Lanciers pour devenir le 1/3 régiment de lanciers.

## Historique

### Origines

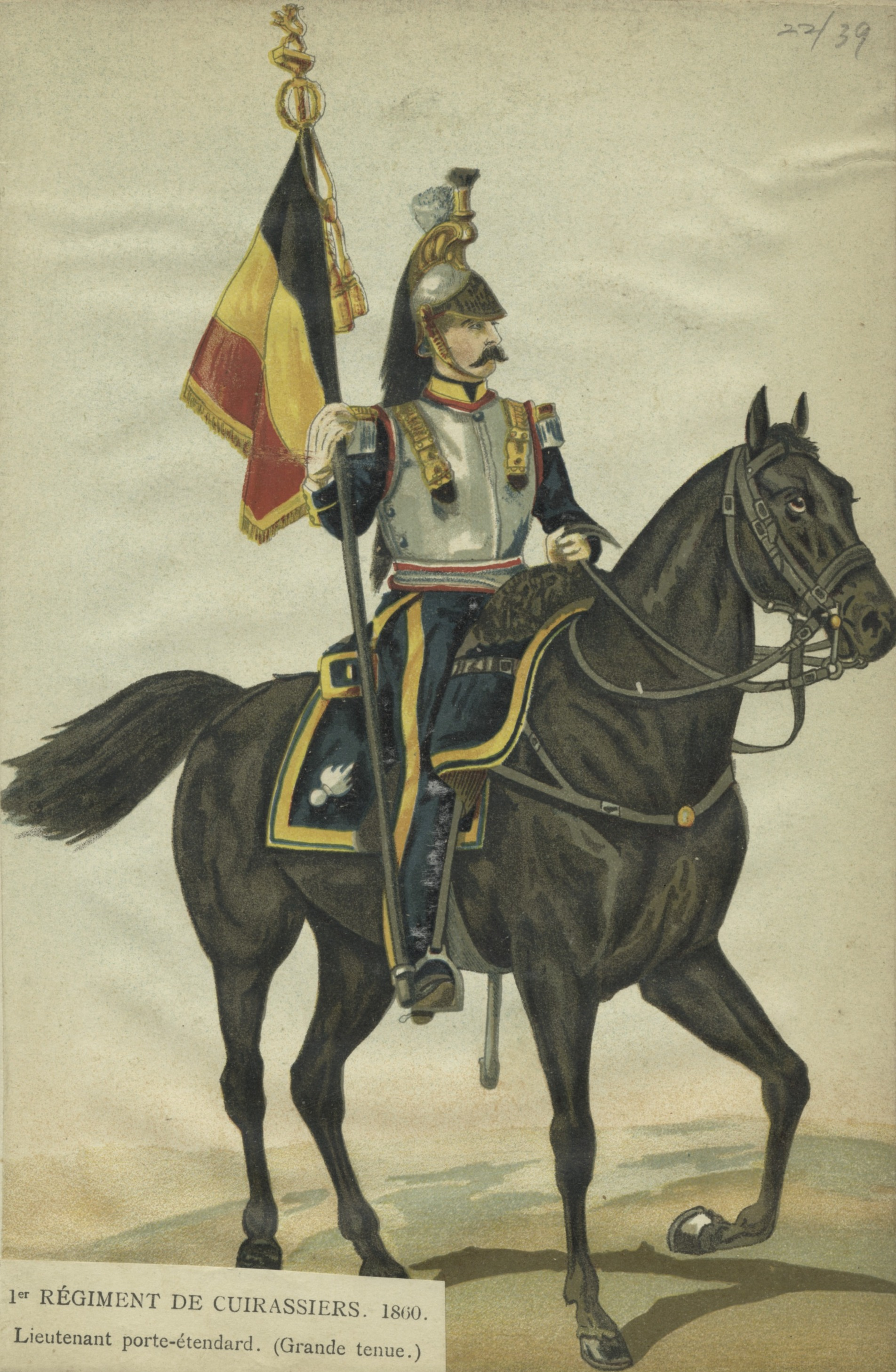
Porte-étendard du 1er cuirassiers en 1860.

Le 7 septembre 1814, le régiment de carabiniers belges est créé à Bruxelles au sein de l'armée des Pays-Bas. Il est renommé le 5 mai 1815 en régiment de carabiniers no 2. Il participe six semaines plus tard à la bataille de Waterloo au sein de la brigade de cavalerie lourde des Pays-Bas. Un an plus tard, le 16 juin 1816, il devient régiment de cuirassiers et est renommé en Afdeeling Kurassiers no 2.
Le 24 octobre 1830, un arrêté du gouvernement provisoire crée le 1er régiment de cuirassiers à partir d'un noyau de l'Afdeeling Kurassiers no 2. Le régiment participe à la campagne des Dix-Jours et charge à Cortessem et Houthalen. Le 11 septembre 1831, le régiment reçoit son étendard des mains du roi Léopold Ier sur la Place Royale. En 1857, le régiment est cantonné à Bruges à la caserne Chartreux.

### Premières années
Le 3e régiment de lanciers est constitué le 1er avril 1863 à Tervuren par décision du ministre de la Guerre par renommage du 1er régiment de cuirassiers. En 1866, il prend ses quartiers à Mons. En 1870, il opère au sein de l'armée d'observation à la frontière franco-belge durant la guerre franco-allemande. En 1888, le régiment reprend possession de ses anciens quartiers de Bruges.
En décembre 1913, à la suite de la réorganisation de l'armée belge, chaque division d'armée reçoit un régiment de cavalerie composé de quatre escadrons répartis en deux groupes. Le 3e régiment de lanciers est ainsi attribué à la 1re division d'armée. Il est amputé de son 5e escadron qui sert à la création du 5e régiment de lanciers.

### Première Guerre mondiale
Lors de la mobilisation de 1914, le 3e Régiment de Lanciers est stationné dans la région de Tirlemont entre Zoutleeuw et Neerhespen.
Le 9 au soir, le Corps de Cavalerie Von der Marwitz, composé des 2e et 4e Divisions, atteint Saint-Trond; énervés par le retard subi lors de la traversée de la Meuse, les cavaliers allemands sont pressés d'en découdre et veulent atteindre rapidement Bruxelles par la route la plus directe.
Le 10 au matin, la 2e Division allemande composée de deux brigades de cavalerie et de nombreuses troupes d'appui organiques. Renseigné par une patrouille qu'une unité belge est présente à ORSMAEL-GUSSENHOVEN, Von der Marwitz donne à sa division de tête l'ordre d'attaquer.
Pour mener son attaque, la division met en œuvre non seulement l'armement individuel de ses cavaliers, mais également le Bataillon de Mitrailleurs No 4, le Bataillon d'Artillerie à Cheval No 35 et le Bataillon de Pionniers No 17. En face d'eux, nos Lanciers ne disposent que de leurs mousquetons et ne peuvent aligner réellement que sept pelotons sur la Gette et trois en réserve; plusieurs pelotons à cheval, ainsi que les deux patrouilles motorisées, sont en effet encore en reconnaissance et ne rejoindront les lignes que plus tard, au nord du sous-secteur tenu par le régiment.
Malgré leur infériorité quantitative, de un contre cinq, et qualitative, et au prix de 51 tués et blessés, nos lanciers se battent avec opiniâtreté de midi jusqu'au milieu de l'après-midi et n'abandonnent le terrain, en bon ordre, que parce qu'ils sont à deux doigts de l'encerclement et presque à court de munitions.
Il aura fallu une charge initiale effectuée à cheval et quatre assauts successifs à pied pour que les Allemands puissent enfin occuper le village et se heurter en fin d'après-midi aux avant-postes de la 1er Division d'Armée; leur élan est rompu et leur progression s'arrête, ce qui amènera la cavalerie impériale à tenter de contourner l'armée belge par le nord et lui vaudra, le 12, la cuisante défaite de Haelen.
Mais ce n'est qu'en 1930 que cet épisode, glorieux pour nos armes, sera récompensé à sa juste valeur.
(À la suite de ces combats, le 3e Lanciers recevra l'autorisation de porter sur ses véhicules une tête de mort regardant vers l'avant)
Le 12 août, le 3e Lanciers s'installe en position sur le flanc nord de sa division, pour protéger le repli éventuel de la 4e Brigade Mixte engagée à Haelen.
Au contact des Allemands dans la matinée du 19, les escadrons se replient progressivement vers Louvain.
Du 20 au 22, le régiment s'installe défensivement dans la région de Duffel d'où il lance le 23 de nombreuses patrouilles de reconnaissance des positions ennemies dans le secteur entre Malines et Aarschot. Le 25 au matin. Les pelotons les plus avancés du régiment vont jusque Semst et Hofstade, au sud de Malines. Le 3 septembre, les escadrons sont rappelés vers la région de Boom.
À partir du 4 septembre,  un mouvement allemand est observé en direction de Termonde, Wetteren et Gand. Le 3e Régiment de Lanciers passe à l'ouest de l'Escaut pour contrer cette menace. Le 10 septembre, la diversion allemande prend fin et le régiment embarque en chemin de fer en direction de Lierre.
Du 11 au 28 septembre, il participe avec sa division, aux deuxième et troisième sorties d'Anvers et séjourne dans la région de Malines puis retourne à Lierre.
Comme une autre menace allemande se manifeste vers Herentals, des groupements légers sont constitués pour chercher des renseignements et battre l'estrade. Le groupement Hagemans, composé du 3e de Lanciers, du 4e de Chasseurs à Cheval et d'une compagnie de cyclistes, intervient dès le 29 septembre de façon agressive dans la région des deux Nèthes et sème l'inquiétude dans les rangs ennemis jusqu'au 1er octobre. Il combat le 18 octobre à Sint-Pieters-Kapelle et à Leke.
Il met pied à terre dans les tranchées pour la durée de la guerre et du 20 au 29 octobre 1914, il participe à la bataille de l’Yser.
Le 10 septembre 1917, les cavaleries divisionnaires sont profondément modifiées; Le régiment se scinde en ses deux groupes qui prennent, en janvier 1918, le nom de Groupement Léger. L'état-major et les 1er et 2e escadrons constituent désormais le Groupement Léger de la 1re Division d'Armée. Les 3e et 4e escadrons est rattaché à la 2e Division d'Armée.
Le 27 septembre 1918,  le Groupement Léger 1DA remonte à cheval, participe à la première offensive des Flandres et atteint les abords de Handzaeme et Amsvelde où l'avance est bloquée par des tirs nourris de mitrailleuses allemandes.
Le 14 octobre débute la deuxième offensive des Flandres; le Groupement Léger 1DA, aux ordres du 8e de Ligne, atteint le même jour Huilaert-Molen et, le 16, la route Ostende-Torhout. Le 17, aux ordres du 10e de Ligne, il pousse jusqu'à Oostkamp, aux portes de Bruges; le 19, le canal Gand Bruges est atteint.
Le 15 octobre, la garde de l’Yser était terminée.
Le 16 octobre, ce fut la débâcle: les divisions allemandes battaient en retraite de la frontière hollandaise à la Lys, abandonnant toute leur artillerie et leur matériel. La Flandre Occidentale était libérée.

#### Le bilan de cette guerre pour le3eLanciers
Pour le régiment, Le bilan final de ces quatre années de guerre est de 113 morts sur un effectif initial de 541 officiers, sous-officiers et hommes du rang, soit plus de 20%; ce nombre n'inclut pas les nombreux blessés et disparus qu'il faut aussi deplorer.

### Entre-deux-guerres
En décembre 1919, les Groupements Légers retrouvent des appellations traditionnelles. Celui de la 1re Division d'Armée redevient le 3e Régiment de Lanciers; il retrouve sa garnison de Bruges et participe à l'occupation de la Rhénanie en 1919 et de la Ruhr en 1923. Celui de la 2e Division d’Armée devient quant à lui le 3e Régiment de chasseurs à Cheval
En décembre 1926, le 3e Lanciers passe à la 1re Division de Cavalerie et déménage, initialement vers Anvers, puis en 1929 vers Brasschaat;
La devise régimentaire
"COMME A ORSMAEL JE TIENS" et les têtes de mort peintes sur les véhicules datent de cette période.
Le régiment est motorisé le 15 février 1938. D'août à octobre 1939, durant la période de mobilisation, le 3e Lanciers a pour mission la surveillance et le renseignement à la frontière avec la France dans la région de Mons. En octobre, il se déploie sur le Zuid-Willemsvaart, entre Bree et Maasmechelen. Vers mars 1940, le régiment se regroupe dans la région de Nivelles, puis prend de nouveau position face à la frontière française, entre Mons, Binche et Jurbise. Le 25 août 1939, jour de la mobilisation générale de l'Armée belge, les miliciens de la classe 38 rejoignent leur escadron à Brasschaat; Il y a à peine un mois qu'ils ont été démobilisés. Compte tenu de la neutralité de la Belgique, le 30 août le 3e Régiment de Lanciers quitte définitivement sa garnison et se rend initialement avec un Groupe le long de la Lys, près de Courtrai, et l'autre Groupe le long du Canal du Centre, à l'ouest de Mons. Dès le lendemain, le dispositif entier se déplace pour assurer la même mission entre Mons et Antoing avec les deux Groupes.
Au début du mois d'octobre, la mission change: durant tout l'hiver, le régiment occupe plusieurs positions le long du Zuid Willemsvaart, entre Bree et Maasmechelen. Le 10 janvier 1940, se situe l'épisode de l'avion allemand égaré qui fait un atterrissage de fortune à Vucht, à proximité des dernières positions régimentaires. L'officier de renseignements, le Sous-Lieutenant de réserve Hubert Van Hecke, constate sur place que des papiers ont été récemment brûlés derrière une haie; peut-être n'a-t-on donc pas récupéré tous les documents que contenait cet avion. En tout cas, les conséquences immédiates de l'incident sont la suppression des congés et l'ordre de mettre en état de combat les différents bunkers bordant le canal, d'y charger les mitrailleuses lourdes et de prendre connaissance des instructions secrètes qui s'y trouvent.
Cependant, rien ne se passe. Vers la fin de l'hiver, le 3e Lanciers est relevé et se regroupe initialement dans la région de Nivelles, puis se déploie à nouveau face à la frontière française, entre Mons, Binche et Jurbise. Le 9 mai au soir, les congés sont rétablis; personne n'en profitera puisque à l'aube du 10 mai sonne l'alerte générale.

### Seconde Guerre mondiale
Le 10 mai 1940
À l'aube, l'Allemagne entre en guerre contre la Belgique et la Hollande.
Dès 7 heures, le régiment se regroupe à Mons et, après une halte dans la ville, part vers Wavre aux ordres du 6e Corps, pour défendre la Dyle. Il prend cependant position le soir, à l'Est de Hannut pour défendre le nœud routier.
Le 11 mai, le 3e Lanciers se retrouve sous commandement de la Brigade de Cavaliers Portés ; à 14 heures, les escadrons se mettent à nouveau en route, traversent Tirlemont, touchée par d'importants bombardements allemands, et s'installent sur la Grande Gette au nord-est de la ville. Le 5e escadron, renforcé de moyens du 7e escadron, s'installe près de Gossoncourt. Curieusement, les fusions de communes font qu'aujourd'hui le village d'Orsmael-Gussenhoven, témoin des combats du 10 août 1914, et les villages d'Oplinter, Neerlinter et Drieslinter, où se distinguent les anciens de 1940, appartiennent tous à l'entité communale de Linter.
Le 12 mai dans la matinée, nos lanciers, confiants et enthousiastes, subissent leur baptême du feu et résistent à toutes les attaques allemandes de la journée et de la nuit suivante. Les canons antichars de 4,7 cm font merveille.
Le 13 mai, le régiment tient fermement son sous-secteur.  Dans la nuit suivante, vers 1 heure, arrive l'ordre de repli : au sud, les Français du Corps Prioux se sont retirés, découvrant un flanc de la position belge. Afin d'échapper à l'encerclement, nos cavaliers se replient méthodiquement, avec le regret de devoir quitter une position solide et le sentiment prémonitoire qu'ils n'auront plus jamais l'occasion de trouver un terrain aussi favorable, ni le temps suffisant de se retrancher convenablement.
À l'aube du 14 mai, les derniers motocyclistes sont recueillis à hauteur de la rivière Velp. Le 5e escadron, encore au contact, ne rejoint qu'en fin de journée, après avoir perdu, à Gossoncourt, environ deux tiers de ses effectifs. Les combats des 12 et 13 mai vaudront à toutes les unités de la Brigade la citation “ La Gette ”.
Compte tenu des pertes en matériel et en personnel, le commandement doit se résoudre à réorganiser le régiment. En fin de journée et le lendemain, des cavaliers que l'on croyait perdus rejoignent le cantonnement: chapeau à ces attardés soucieux avant tout de rejoindre leur unité. Le hasard veut en plus qu'ils arrivent juste à temps pour percevoir la dernière solde avant la capitulation.
Le 15 mai, le 2e Groupe se sépare du régiment et fait étape à Oordegem, puis rejoint Ardooie, le 16 mai. Le 18, après avoir reçu de nouvelles motos, le Groupe rejoint Haringe; un détachement reste à Westouter jusqu'au 28 mai..
Le sous-secteur à défendre, en deuxième échelon derrière des positions britanniques sur la Lys, s'étend du hameau de Panemolen, au Nord, jusqu’inclus l'agglomération de Geluwe, au sud. Deux contre-attaques, lancées contre une pénétration ennemie, sont clouées au sol par l'artillerie allemande. Vers 16 heures, le régiment est recueilli et se replie vers la forêt de Houthulst ou l'atteint la nouvelle de la capitulation.
Après quoi, notre vieil étendard va rejoindre 35 autres emblèmes à l'abbaye Saint-André de Bruges où il fut dissimulé dans un local qui fut muré par le père abbé dom Nève de Mévergnies, le frère Yves et dom Francis de Meeus. Il y demeura caché jusqu'à la fin de la guerre.
Durant les trois derniers jours de guerre le seul 3e Lanciers déplore 71 tués, dont 44 des suites du combat de Geluwe.
Pour l'ensemble des opérations, le régiment déplore la perte de 89 tués, dont 5 officiers, 9 sous-officiers et 75 brigadiers et soldats.
De plus, 25 militaires du Régiment, résistant à l'envahisseur, mourront sous les balles nazies ou dans les camps de concentration durant les années d'occupation.

### Après-guerre
Le 3e Régiment de Lanciers fut officiellement recréé en tant que bataillon de chars de combat le 3 avril 1950 à Bourg-Léopold.
Dès sa reconstitution, un groupe d'officiers créa l'insigne qui fut d'abord porté sur le béret noir SANS fond blanc.
Soutenu par deux lances croisées aux flammes tricolores, il rappelle par le casque et la cuirasse de 1830 le 1er Régiment de Cuirassiers; le tout étant souligné d'un ruban flammé portant la devise "Comme à Orsmael je tiens", remémorant ainsi l'héroïque combat du 10 août 1914.
C'est plus tard, à l'occasion de la prestation de serment de S.M. le Roi Baudouin, en juillet 1951, que les écussons de couleur font leur apparition au béret.
Un fond blanc de forme rectangulaire fut ajouté sous l'insigne.
le 3e Lanciers reçoit  le Char moyen General SHERMAN (76 mm) et (105 mm) ainsi que le M24 Chaffee , le M3A1 Scout-Car et le M32 Recovery.
il passe au début de 1951 à la 16e Division Blindée où il est affecté, en mars, au 16e Groupement Blindé.
Le 25 mai 1951, le régiment reprend possession de son vieil étendard qui lui est remis par le Lieutenant-Général Jooris.
Le mois suivant, il passe à l'organisation américaine à quatre escadrons, puis, après quelques mois de transit à Vogelsang, prend enfin possession, en novembre, du camp Major Legrand, à Altenrath, alors que les plâtres ne sont pas encore secs.
1952
Les Sherman cèdent la place à des M47 Patton tout neufs et le régiment passe, en octobre, au 18e Groupement Blindé; il y restera jusqu'en février 1957, date à laquelle il passe à la 1re Division d'Infanterie.
le 4e chasseurs à cheval (4 ChCh), régiment de reconnaissance de réserve francophone, est activé à Werl le 1er février 1961 par mutation du personnel des escadrons supprimés aux régiments de chars francophones, 1er, 3e lanciers  et 1er guides.

#### Période transitoire
En janvier 1969, la conjoncture est de nouveau à l'économie et trois bataillons de chars doivent disparaître. Le 1er juillet, après la dissolution de son dernier escadron, le 3e Lanciers transmet son nom, son étendard et ses traditions au bataillon d'instruction blindé qui se constitue à Stockem Arlon au sein de l'ETBl. Cette organisation subsiste un an; le 1er janvier 1971, le régiment passe à la réserve comme bataillon léger de la Province de Luxembourg.

#### Réactivation
En 1973, le Ministre de la Défense Nationale décide de constituer un sixième bataillon de chars. Le 3e Régiment de Lanciers est reformé à Düren, en Allemagne, le 1er octobre 1973 et l'étendard le rejoint le 14 décembre suivant.
Opérationnel sur tank Léopard 1,  le 1er octobre 1974, et destiné à opérer sur pied de guerre avec la 12e Brigade de réserve, le régiment dépend, sur pied de paix, de la 17e Brigade Blindée. Un an plus tard, celle-ci s'installe à Siegen et est remplacée à Düren, le 1er octobre, par la 7e Brigade d'Infanterie Blindée qui retrouve ainsi le 3e Lanciers.
À partir de 1976, la professionnalisation des bataillons de chars remplace progressivement les miliciens équipiers de tourelle par des volontaires temporaires.

#### La modernisation
1978
En 1978, deux brigades, dont la 7e, commencent à rentrer en Belgique. Dès lors, dans le courant de l'été, le régiment déménage vers le quartier Colonel BEM Deschepper, à Spich, où il remplace le 1er Chasseurs Ardennais.
1979
En janvier 1979, il passe aux ordres du Groupement de Reconnaissance du 1er Corps d'Armée, les "produits blancs" du 3e Lanciers rejoignent ainsi les "coins jonquilles", des 1er, 2e et 4e Régiments de Chasseurs à Cheval.
Au début de 1984, les escadrons passent à trois pelotons de quatre chars au lieu de quatre pelotons à trois chars, sans que le nombre de 40 tanks par bataillon ne soit modifié.

#### La Fin
1989
Le mur de Berlin est tombé ! Quantité d’éléments poussent de plus en plus les pouvoirs politiques vers la détente et la réduction des armements.
En 1989 et en 1990, le Challenge des Fraternelles (Chalfrat) est remporté par le 3e Régiment de Lanciers.
Le commandement Recce (ComRecce) cessera d’exister en 1991, et ses deux bataillons de reconnaissance, 1er Chasseurs à cheval et 4e Chasseurs à cheval, passeront provisoirement aux ordres de la 4e Brigade.
Les deux bataillons de tanks du ComRecce, 2e Chasseurs à cheval et 3e Lanciers, disparaîtront en 1992, le premier passant à la réserve, le second étant dissous pour la seconde fois.
Et pourtant le 3e Régiment de Lanciers venait de remporter le Chalfrat pour la troisième fois !
Personne ne verra donc plus nos lourdes montures tonner sur les champs de tir de Bergen, ni parcourir les plaines de Vogelsang ou les campagnes de l'Allemagne.
Pourtant, notre "Cher Vieux Régiment " ne fait que tourner une page de plus de sa déjà longue histoire. Ayant appartenu à la cavalerie lourde comme carabiniers, puis cuirassiers, nos cavaliers se sont convertis à la cavalerie légère, en 1863, en devenant lanciers.  Recréé après la seconde guerre mondiale comme bataillon de chars, le régiment s'est retrouvé à nouveau dans la cavalerie lourde. Aujourd'hui, il retourne à la cavalerie légère: tous les anciens sont tristes mais fiers de remettre leur étendard et leurs traditions aux éclaireurs parachutistes du 3e Lanciers Parachutistes.

## Étendard
L'étendard du 3e régiment de lanciers est attribué le 11 septembre 1831 par le roi Léopold Ier sur la Place Royale au 1er régiment de cuirassiers. Il est transféré au 3e lanciers lors de leur création en 1863. Il est caché à l'Abbaye de Saint-André-lez-Bruges durant la Seconde Guerre mondiale. Le 30 avril 1992, il est confié au 3e régiment de lanciers-parachutistes à Spich. Le 5 février 2003, il est remis au futur le 1/3 régiment de lanciers. L'étendard du 3e régiment de lanciers a été remis au Musée royal de l'armée le 18 avril 2011.
Il porte les inscriptions suivantes :
- Campagne 1914-1918
- Orsmaël-Gussenhoven
- Anvers
- La Gette
- La Lys (1940)

Il porte également la fourragère de la croix de guerre 1914-1918, de la Croix de guerre 1940 et de l'ordre de Léopold de 3e classe.

## Chefs de Corps
1er Régiment de Cuirassiers
| Lieutenant-Colonel Delobel | Du 09.11.1830 au 30.11.1830 |
| Colonel Crooy              | Du 30.11.1830 au 11.12.1830 |
| Colonel Criquillon         | Du 12.12.1830 au 19.10.1831 |
| Colonel Anoul              | Du 19.10.1831 au 09.04.1841 |
| Colonel de Libotton        | Du 16.12.1841 au 17.05.1846 |
| Colonel George d'Espinois  | Du 20.07.1846 au 16.02.1852 |
| Colonel Baudry             | Du 1.02. 1852au- 0.0 .11855 |
| Colonel Bruyneel           | Du 0.0 .11855au- 1.05. 1859 |
| Colonel Higuet             | Du 13.05.1859 au 25.12.1862 |

3e Régiment de Lanciers
| Colonel Maréchal                 | Du 06.01.1863 au 27.10.1868 |
| Colonel Desalmon                 | Du 11.11.1868 au 25.12.1872 |
| Colonel Groutars                 | Du 26.12.1872 au 26.03.1877 |
| Colonel le Maire                 | Du 29.03.1877 au 25.02.1882 |
| Colonel Bougard                  | Du 25.02.1882 au 29.06.1887 |
| Colonel Montegnie                | DU 31.12.1887 au 25.06.1894 |
| Colonel Baron de Menten de Horne | Du 28.09.1894 au 29.06.1895 |
| Colonel Pinte                    | Du 26.12.1895 au 29.06.1897 |
| Colonel Lamury                   | Du 29.06.1897 au 26.12.1901 |
| Colonel Goffinet                 | Du 26.06.1902 au 26.06.1906 |
| Colonel Proost                   | Du 26.06.1906 au 26.06.1912 |
| Colonel AEM Hagemans             | Du 26.06.1912 au 20.09.1914 |
| Colonel Fourez                   | Du 20.09.1914 au 20.12.1916 |
| Colonel AEM Lemercier            | Du 20.12.1916 au 18.04.1917 |
| Lieutenant-Colonel Hagelsteen    | Du 18.04.1917 -             |

Groupement léger 1DA
| Lieutenant-Colonel Hagelsteen                             | Le 24.09.1918               |
| Colonel baron de Moreau                                   | Du 25.09.1918 au 23.10.1918 |
| Major baron de Crombrugghe de Looringhe (Commandant a.i.) | Du 23.10.1918 au 08.11.1918 |
| Lieutenant-Colonel puis Colonel Collaert                  | Du 08.11.1918 au 26.06.1920 |
| Lieutenant-Colonel AEM van Iseghem (Commandant a.i.)      | Du 26.06.1920 au 30.09.1920 |
| Colonel chevalier de Wouters d'Oplinter                   | Du 30.09.1920 au 24.06.1921 |
| Colonel baron de Blommaert de Soye                        | Du 24.06.1921 -             |

3e Régiment de Lanciers
| Colonel baron de Blommaert de Soye    | Du 28.01.1926 au 12.04.1926 |
| Colonel AEM van Iseghem               | Du 12.04.1926 au 09.04.1927 |
| Major Matthieu (Commandant a.i.)      | Du 09.04.1927 au 27.04.1927 |
| Colonel BEM de Selliers de Moranville | Du 27.04.1927 au 07.12.1927 |
| Colonel Van Waefelghem                | Du 07.12.1927 au 07.01.1931 |
| Colonel BEM de Reul                   | Du 07.01.1931 au 13.04.1931 |
| Colonel BEM Ninitte                   | Du 13.04.1931 au 26.06.1931 |
| Colonel Ouverleaux                    | Du 26.06.1931 au 26.09.1931 |
| Colonel Landrain                      | Du 26.09.1931 au 26.03.1932 |
| Colonel BEM Goffinet                  | Du 26.03.1932 au 25.07.1933 |
| Colonel BEM Keyaerts                  | Du 25.07.1933 au 06.09.1934 |
| Colonel Matthieu                      | Du 06.09.1934 au 26.12.1939 |
| Colonel Renard                        | Du 26.12.1939 au 16.05.1940 |
| Colonel Dugardin                      | Du 16.05.1940 au 28.05.1940 |
| Général-major Ninitte                 | Au 28.05.1940.              |

3e Régiment de Lanciers - bataillon tanks
| Lieutenant-Colonel puis Colonel Gonze       | Du 03.04.1950 au 01.06.1951 |
| Colonel Jones                               | Du 01.06.1951 au 05.04.1954 |
| Lieutenant-Colonel Salpeteur                | Du 05.04.1954 au 06.05.1957 |
| Lieutenant-Colonel comte d'Aspremont-Lynden | Du 06.05.1957 au 19.05.1959 |
| Lieutenant-Colonel Minette                  | Du 19.05.1959 au 04.12.1962 |
| Lieutenant-Colonel BEM Leyder               | Du 04.12.1962 au 12.06.1965 |
| Lieutenant-Colonel BEM baron van Caubergh   | Du 12.06.1965 au 28.06.1967 |
| Lieutenant-Colonel BEM Dossin               | Du 28.06.1967 au 14.07.1969 |

3e Régiment de Lanciers - école des Troupes blindées
| Lieutenant-Colonel Duvivier | Du 01.09.1969 au 31.12.1970 |

3e Régiment de Lanciers - bataillon tanks léopard
| Lieutenant-Colonel BEM Noël      | Du 01.09.1973 au 13.12.1974 |
| Lieutenant-Colonel Claes         | Du 13.12.1974 au 28.10.1976 |
| Lieutenant-Colonel BEM Lermuseau | Du 28.10.1976 au 18.05.1978 |
| Lieutenant-Colonel BEM Meugens   | Du 18.05.1978 au 16.06.1980 |
| Lieutenant-Colonel BEM Jadin     | Du 16.06.1980 au 19.02.1982 |
| Lieutenant-Colonel Dekimpe       | Du 19.02.1982 au 29.06.1984 |
| Lieutenant-Colonel BEM Pettiaux  | Du 29.06.1984 au 27.02.1987 |
| Lieutenant-Colonel BEM Bouzette  | Du 27.02.1987 au 02.06.1989 |
| Lieutenant-Colonel BEM Moons     | Du 02.06.1989 au 30.04.1992 |

3e Lanciers Parachutistes
| Major Martin                  | Du 30.04.1992 au 31.07.1992 |
| Capitaine Moors               | Du 31.07.1992 au .05.1994   |
| Lieutenant-Colonel Kesteloot  | Du .05.1994 au .03.1996     |
| Lieutenant-Colonel BEM Martin | Du .03.1996 au .03.1999     |
| Lieutenant-Colonel BEM Moors  | Du .03.1999 au .02.2002     |
| Lieutenant-Colonel Claeys     | Du .02.2002 au .02.2003     |

## Sources
- Site de l'armée belge
- Site personnel d'un ancien lancier